# Agata Pruchniewska
Agata Pruchniewska (ur. 23 maja 1976 w Warszawie) – polska aktorka filmowa, teatralna i dubbingowa.

## Życiorys
Urodziła się 23 maja 1976 roku w Warszawie. W 2001 roku ukończyła studia w Akademii Sztuk Teatralnych im. Stanisława Wyspiańskiego w Krakowie.
Autorka książek: „I dobry Bóg stworzył aktorkę” oraz „Suka w szołbiznesie”.

## Nagrody i wyróżnienia
W 2001 otrzymała indywidualną nagrodę aktorską Prezesa Opus Film za rolę Adelajdy w spektaklu Mr Love w reż. M. Kotańskiego na XIX Festiwalu Szkół Teatralnych w Łodzi oraz wyróżnienie za rolę Matki w spektaklu Sześć postaci szuka autora w reż. Jerzego Stuhra na XIX Festiwalu Szkół Teatralnych w Łodzi.

## Filmografia

### Film fabularny
- 2009: Ostatnia akcja – jako uczestniczka licytacji
- 2009: Hel – jako pielęgniarka Krysia
- 2010: Wintervater – jako policjantka
- 2010: Kołysanka – jako szukająca męża
- 2012: Żaklina (etiuda szkolna) – jako matka Roberta
- 2012: Szukając gwiazd (etiuda szkolna) – jako matka chłopca
- 2012: Dzień kobiet – jako sędzina
- 2013: Bilet na księżyc – jako kasjerka
- 2013: Ambassada – jako Magda, agentka sprzedaży mieszkań
- 2014: Zbliżenia
- 2014: Obywatel – jako pielęgniarka w szpitalu
- 2014: Dżej Dżej – jako niemiecka żeglarka
- 2015: Chemia – jako anestezjolog
- 2016: Szkoła uwodzenia Czesława M. – jako Beata
- 2017: Volta – jako asystentka Justyna
- 2018: Zabawa, zabawa – jako dziennikarka
- 2019: 1800 gramów – jako urzędniczka USC
- 2020: 25 lat niewinności – jako kobieta

### Seriale
- 2003–2010: Plebania – jako Kasia, kandydatka na żonę Józka (odc. 281), fryzjerka (odc. 521), Kinga (odc. 1566, 1570, 1571)
- 2003–2020: Na wspólnej – jako matka dziewczynki (odc. 1726) i policjantka (odc. 2098)
- 2015–2017: Dziewczyny ze Lwowa – jako kobieta na targu, kosmetyczka, fryzjerka Raja
- 2005: Kryminalni – jako żona szantażysty
- 2007: Ja wam pokażę – jako ekspedientka
- 2007: I kto tu rządzi? – jako Aśka Walczak
- 2008–2010: M jak miłość – jako nauczycielka Anna Karska, koleżanka Hanki
- 2010: Usta, usta – jako położna Krystyna
- 2011: Przepis na życie – jako sekretarka w szkole muzycznej
- 2012: Reguły gry – jako nauczycielka
- 2012: Przyjaciółki – jako koleżanka
- 2012: Prawo Agaty – jako pielęgniarka
- 2015: Nie rób scen – jako mama Helenki
- 2015: Komisarz Alex – jako sprzątaczka
- 2015: Charon – jako kobieta z samochodu; tresura psa
- 2015–2016: Singielka – jako nauczycielka
- 2016: Ranczo – jako kobieta (odc. 126)
- 2016: Na dobre i na złe – jako Luiza Fojt, żona Marcina
- 2017: Wojenne dziewczyny – jako strażniczka Stanisława Skwara
- 2017: Na sygnale – jako Klara
- 2019: Żmijowisko – jako koleżanka Arka
- 2019: Echo serca – jako Beata Wiśniewska, matka Kingi
- 2019–2020: Zakochani po uszy – jako kuratorka Roma Zabłocka (odc. 241, 246, 253)
- 2020: Mały Zgon – jako Gabrysia

### Teatr Telewizji
- 2001: Ożenek – jako Duniasza
- 2017: Dziecko – jako Kobieta
- 2019: Żona Łysego – jako Sąsiadka Grabowska